# No Return (映画)
『No Return』（ノー・リターン）は、2021年7月14日にAmazon Music・Amazon Prime Video・YouTubeで配信された短編映画。主演は錦戸亮。

## 概要
本作は、Amazon Musicが企画する「音楽×短編映画」の組み合せで音楽作品と映像作品を制作・配信する新プロジェクト『Amazon Music presents Music4Cinema』の1作品として制作された。
本作の内容が「夢の話」であるため、共感や整合性やつながりなど、通常の作品で表現の重しになりがちな要素からほぼ解放された作品となっている。
監督・脚本は吉田大八。主演の錦戸亮とは2018年に公開された映画『羊の木』以来約3年半振りのタッグとなる。
主題歌は、同じく錦戸の「ジンクス」。同曲は本作の為に書き下ろされており、錦戸がタイアップの為に楽曲を書き下ろすのは初である。
主演の錦戸は、本作が前事務所からの独立後初の演技作品となる。

## 制作
主演の錦戸のキャスティングは、監督・脚本の吉田が15分という尺の純度をどうやって高めるか考えていた中、「あ、両方できる人をひとり知っているぞ」と思いつき、吉田が自らオファー。これに対して錦戸は、すぐ「やりたいです」と返事をし決定した。
脚本は、錦戸を主人公に当て書きで制作しており、本作の内容が「夢の話」と言うこともあり、"吉田が見たい錦戸"を詰め込んだ内容となっている。
主題歌の「ジンクス」は錦戸が本作の為に書き下ろした楽曲となっており、「どこまで応えられるのか、自分がどこまでできるのか、正直わからなかった」と葛藤がありながらも、「いつも自分が言いたいことだったり、その時思いついたことを曲にしていたが、1個の作品の中に溶け込めるようにやるにはどうしたらいいのか」を考え、楽曲制作を行った。同曲の制作には約3ヶ月以上を費やしており、歌詞作りにおいて、吉田に対して錦戸が書いたものを送り、「ここ違う言い回しできないかな」等のやり取りを行い、演奏面に関しても同様の作業を行い、楽曲が完成された。
作中の山のシーンは、富士山の五合目で撮影しており、黒澤明監督の映画『乱』の撮影現場と同じ場所で撮影された。

## あらすじ
主人公・Nは、ある日ファミリーレストランで後輩と落ち合い、他愛のない会話をしていく中で後輩に「昨日観た夢の話」を聞かせる。その夢では、Nの中学時代の英語教師だった男や、過去に付き合っていた彼女、そして謎の女が登場し、謎の生物が蠢く不思議な世界の中、サックスを手にある歌を歌う。その後、現実世界でも異変が生じ、この世界は現実なのか夢なのかを戸惑う中、女から歌う事を止めない様に促される。

## 登場人物
※劇中でそれぞれの役名を呼び合う事は無い。
N
演 - 錦戸亮
本作品の主人公。ファミリーレストランで落ち合った後輩に「昨日観た夢の話」を聞かせる。
夢の世界では、教師・女・元カノと出会い、最後にはサックスを手にして、バンドメンバーと共に本作品の主題歌「ジンクス」を歌う。
女
演 - 植田紗々
夢の世界で謎の生物に襲われそうになっていたNを助ける。
教師
演 - 松浦祐也
Nの中学時代の英語教師。当時は生徒からキツめに弄られていた。
夢の世界では、自らが掘った巨大な穴にNを落とそうとする。
後輩
演 - モクタール
Nの後輩。ファミリーレストランでNと落ち合い、Nから「昨日観た夢の話」を聞かされる。
元カノ
演 - 樋井明日香
Nの元彼女。
夢の世界では、女との関係を詰め寄る。
バンドメンバー
Nと共に「ジンクス」を演奏する。
Dr
演 - 石井悠也
Ba
演 - 小島剛広
Gt
演 - 芳賀義彦
Key
演 - 松本ジュン
係員
演 - 海老澤英紀、穂波慶美
夢の世界で点呼を取る。

## スタッフ
- 監督・脚本 - 吉田大八
- 主題歌 - 錦戸亮「ジンクス」（NOMAD RECORDS）
- 企画制作総指揮 - 矢作耕志
- 企画 - レネ・ファスコ、大平舞
- エグゼクティブプロデューサー - 森玲子
- プロデューサー - 梅山大介
- 撮影 - 鎌苅洋一
- 照明 - 尾下栄治
- 美術 - 富田麻友美
- 録音 - 矢野正人
- 装飾 - 大平真亜行
- スタイリスト - 皆川bon美絵
- ヘアメイク - 酒井夢月
- VFXディレクター - 白石哲也
- スクリプター - 田口良子
- 編集 - 小池義幸
- 音響効果 - 伊藤瑞樹
- 助監督 - 松尾崇
- キャスティング - 田端利江、山下葉子
- バンドメンバーキャスティング - 柏木美紀
- アクション演出 - 小原剛、西村友久
- ロケーションコーディネーター - 高橋智紀、長谷川智代
- 特機 - 小窪美佳
- DM - 津島瑞樹
- 舞台照明 - 大村圭祐
- 演出助手 - 張元香織、加藤かれん
- 撮影助手 - 金碩柱、藤原健太郎、慶田城波音
- 撮影応援 - 石田葉子
- 照明助手 - 瀬戸詩織、渡邉昌、石川欣男、五十嵐孝文、藤田陽介
- 照明応援 - 酒井大輔、石黒靖浩、中山敬太、永瀬草也
- 美術制作 - 石井愛美
- 美術助手 - 林真子、田草川梓
- 美術応援 - 石崎由夏、吉田由紀
- 装飾助手 - 加藤瑠菜
- 大道具 - 飯沼慶介
- 組付き - 中崎誠、和田啓輔
- 背景画 - 藤原つたえ
- 録音助手 - 三木雄二郎、西正義
- 録音応援 - 鶴巻仁、加来昭彦
- スタイリスト助手 - 藤井柚衣
- 衣装 - 小松陽佳留
- ヘアメイク応援 - 細川昌子、金子瑞季
- 特機助手 - 佐藤信一、柳川敏克、田岸武将、佐藤良太、市賀信吾、名村寛一郎
- エキストラ担当 - 飛岡秀行、木下稜子、伊逹水珠
- CGディレクター - 木川裕太
- コンポジター - 田中朝幸、藤枝京佑、高柳優斗、久保田瑠生
- デジタルアーティスト - 大場勇作
- プロダクションマネージャー - 高桑未希
- VFXプロデューサー - 塙芽衣
- テクニカル - 石橋英治
- カラーグレーディング - 高田淳
- オンラインエディター - 堤祐輔
- データマネジメント(EDIT) - 村田慎也
- ラボコーディネート - 田中奈未
- タイトル - 津田輝王、関口里織
- メイキング - シガヤダイスケ
- 車輛 - 野口勝、鵜川穣、村山成布、佐藤達夫、倉林利明
- 制作担当 - 齋藤大介
- 制作主任 - 小林亮公
- 制作応援 - 大日方孝志、中島希望、宮地薫
- 撮影協力 - 2.0株式会社、トループ
- ロケーション協力 - 東京キネマ倶楽部、ワンダーフォーゲルフィールド
- 企画 - Amazon Music
- 制作プロダクション - Stink.co